# باربرا بوتشان
باربرا بوتشان (بالإنجليزية: Barbara Buchan)‏ هي دراجة أمريكية، ولدت في 4 سبتمبر 1956.

## روابط خارجية
- باربرا بوتشان على موقع Paralympic.org (الإنجليزية)
- باربرا بوتشان على موقع اللجنة الأولمبية والبارالمبية الأمريكية (الإنجليزية)